# Fort Loramie
Fort Loramie è un villaggio degli Stati Uniti d'America, situato nello stato dell'Ohio, nella contea di Shelby.